# Mollia multijuncta
Mollia multijuncta är en mossdjursart som först beskrevs av Campbell Easter Waters 1879.  Mollia multijuncta ingår i släktet Mollia och familjen Microporidae.
Artens utbredningsområde är havet kring Nya Zeeland. Inga underarter finns listade i Catalogue of Life.